# Laura González (jogadora de rugby)
Laura González (8 de fevereiro de 1993) é uma jogadora de rugby sevens colombiana.

## Carreira
Laura González integrou o elenco da Seleção Colombiana Feminina de Rugbi de Sevens, na Rio 2016, que foi 12º colocada.